# مگه‌کلایتی (قمر)
مگه‌کلایتی (به انگلیسی: Megaclite)، (یونانی: Μεγακλειτή) که با نام ژوپیتر XIX هم خوانده می‌شود، از قمرهای سیاره مشتری است. این قمر در سال۲۰۰۰ توسط تیمی از ستاره شناسان دانشگاه هاوایی به رهبری اسکات اس.شپرد و همکارانش کشف شد؛ و با نام موقت اس/۲۰۰۰ جی ۸ نامگذاری شد.
مگه‌کلایتی حدود۵٫۴ کیلومتر قطر دارد. متوسط مدارش ۲۴٫۶۸۷ مگامتر است و دوره آن ۷۹۲٫۴۳۷ روز بوده و انحراف آن ۱۵۰ درجه نسبت به دائرةالبروج و (۱۴۸° درجه نسبت به استوای مشتری) است. حرکت این قمر رجوعی و خروج از مرکز مدار آن ۰٫۳۰۸ است.
در ماه اکتبر ۲۰۰۲ به نام مگه‌کلایتی زن زئوس (ژوپیتر) از اساطیر یونانی نامگذاری شد.
این قمر به گروه پاسیفه تعلق دارد که قمرهای نامنظمی دارد که با حرکت مخالف گرد و فاصله بین ۲۲٫۸ و ۲۴٫۱ گیگامتر و انحراف بین۱۴۴٫۵ و ۱۵۸٫۳° بدور مشتری می‌چرخند.